# Ameivula cyanura
Espèce
Synonymes
- Cnemidophorus cyanurus Arias, De Carvalho, Rodrigues & Zaher, 2011

Ameivula cyanura est une espèce de sauriens de la famille des Teiidae.

## Répartition
Cette espèce est endémique de Bahia au Brésil.

## Publication originale
- Arias, De Carvalho, Rodrigues & Zaher, 2011 : Two new species of Cnemidophorus (Squamata: Teiidae) of the C. ocellifer group, from Bahia, Brazil. Zootaxa, no 3022, p. 1–21.